# Sitio de Algeciras (1278-1279)
El sitio de Algeciras de 1278 llevado a cabo por Alfonso X, fue una infructuosa campaña militar de la Corona de Castilla, llevada adelante con el objetivo de despojar a los Benimerines de la medina de Al-Yazira Al-Jadra, Algeciras, principal plaza fuerte de estos en la península ibérica, y vía de entrada de tropas desde el norte de África. Castilla, que contaba con una poderosa flota en la bahía de Algeciras y grandes tropas alrededor de la ciudad, fue derrotada cuando sus barcos fueron asaltados e incendiados por la escuadra de Abu Yúsuf Yaaqub en batalla naval.

## Antecedentes históricos
Desde mediados del siglo XIII la nueva fuerza emergente en el norte de África, los benimerines de Abu Yúsuf Yaaqub ibn Abd al-Haqq, había establecido contactos con los musulmanes de Al-Ándalus, ofreciéndose como tropas de apoyo en las duras guerras que el rey de Granada, Muhammad II, mantenía contra los reinos cristianos. El 12 de abril de 1275 desembarcan en Algeciras numerosas tropas meriníes y emprenden la marcha contra las ciudades de Sevilla, Jaén y Córdoba. Desde Castilla, Fernando de la Cerda, que circunstancialmente gobernaba el reino por ausencia de su padre Alfonso X, que se encontraba entrevistándose con el papa en Bercayre, no pudo más que contener a los nuevos invasores. Nuño González de Lara, que controlaba la frontera de Córdoba, salió de esta ciudad y presentó batalla contra los musulmanes, muriendo en la acción pero obligando a los mahometanos a replegarse. Las fronteras de Castilla se encontraban en peligro, por lo que el infante Fernando parte en agosto desde Burgos a comandar a sus ejércitos, pero llega enfermo a Ciudad Real, donde poco después muere. Es su hermano Sancho, quien más tarde será Sancho IV, el que marcha hacia Córdoba en contra de los benimerines, no sin antes hacer constar en Ciudad Real su derecho de sucesión en el trono. Tras fortalecer sus posiciones en la zona, marcha a Sevilla para mandar desde esta ciudad a sus tropas. El otro hijo del rey, también llamado Sancho y quien era arzobispo de Toledo, se dirigió hacia Jaén, pero por no querer esperar la llegada de Lope Díaz de Haro, señor de Vizcaya, cae muerto. Su cadáver es degollado y cortada su mano derecha; al día siguiente el señor de Vizcaya junto a un joven Alonso Pérez de Guzmán derrotan a la coalición africano-andalusí y les hacen replegarse.
En estas circunstancias los musulmanes no habían podido avanzar su frontera y en 1276 se sella una tregua de dos años con Castilla. Los benimerines de Yúsuf, sin embargo, no regresaron a África y mantuvieron las plazas de Algeciras y Tarifa, fortificándolas y estableciendo gran cantidad de tropas en ellas. En Castilla, mientras tanto, se abordaba la problemática sucesión del rey. Alfonso X decide otorgar este privilegio a su hijo Sancho, aun siendo presionado por los nobles y por su esposa Violante para que lo haga en favor de los hijos del fallecido Fernando.

## El sitio de 1278
En estas comprometidas circunstancias es cuando Alfonso X el Sabio decide establecer sitio a la ciudad de Algeciras, viendo que mientras esta ciudad permaneciera en poder meriní podría producirse una nueva invasión de Castilla. Al-Yazira Al-Jadra fue la primera ciudad fundada por los musulmanes a su llegada en 711 a la península ibérica. La medina del siglo XIII se encontraba al norte del Río de la Miel y poseía un complejo sistema de murallas y entradas en acodo, diseñado probablemente por los almohades, que había sustituido a las fortificaciones edificadas en el siglo VIII. El rey castellano manda a su hijo, el infante Pedro de Castilla, a reunir en marzo a sus tropas en Sevilla. Tan pronto como estuvieron reunidas parten hacia Algeciras, mandando la vanguardia Alfonso Fernández "el Niño", hijo ilegítimo del rey Alfonso X el Sabio.

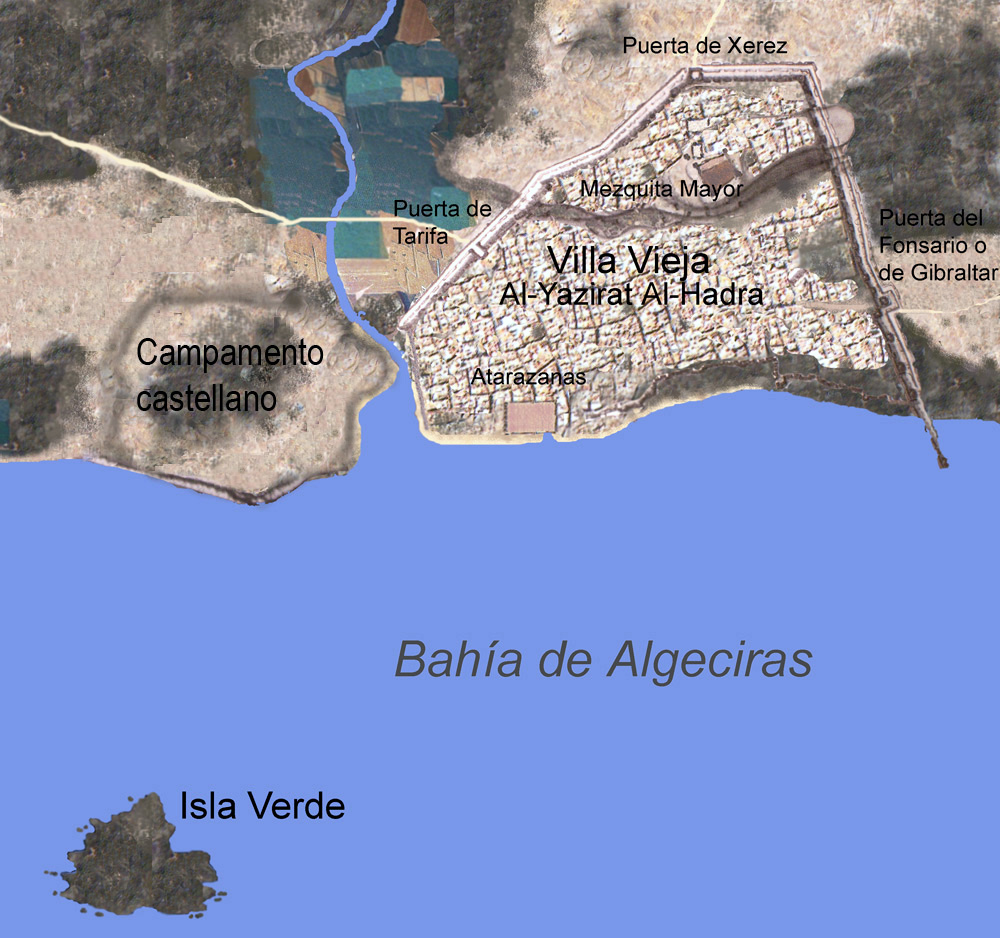
Situación del campamento castellano en los alrededores de Al-Yazira Al-Jadra.

El 5 de agosto de 1278 las tropas hacen acto de presencia en los alrededores de Algeciras. El ejército que establecería el asedio estaba compuesta por unos 30 000 caballeros, según indican las crónicas de la época, y una flota de 24 navíos y 80 galeras, que se establecen en la Bahía de Algeciras con el objetivo de impedir el abastecimiento de la ciudad desde la cercana Gibraltar. Al mando de la flota estaba el almirante Pedro Martínez de Fe, acompañado de otros importantes personajes cercanos a la corte del rey, Melendo, Gonzalo Morante y Guillén de Sasanaque. Las tropas terrestres rodearon totalmente la villa, creando cavas y montando diferentes tipos de armas de asedio en las proximidades de las puertas de la ciudad y de los puntos más débiles. La flota, mientras, establece una base en la Isla Verde. Durante los primeros meses de sitio son constantes las partidas de soldados algecireños que salen de la ciudad y se enfrentan a los cristianos, mientras los ballesteros yaziríes asaetean a sus enemigos desde las almenas de la ciudad.
Ya en febrero de 1279 llega al sitio Alfonso X, haciéndose cargo de las operaciones de sus tropas y comprobando el estado de estas. El asedio no avanzaba tras varios meses. Las escaramuzas por parte de los defensores continuaban causando grandes pérdidas, principalmente en el bando castellano, mientras que las armas de asedio no eran capaces de romper las defensas.
Por el mes de abril, ya abandonado el sitio por el rey, que debió regresar a Castilla, comienza a sentirse la escasez de alimentos en el campo cristiano. Las tropas que debían mantener el sitio eran muy numerosas, y por alguna razón no llegaban los alimentos necesarios desde Sevilla. Según se sabría meses más tarde, los impuestos recaudados en Castilla con el objetivo de suministrar alimentos a las tropas, eran desviados por el infante Pedro con el objetivo de convencer a su madre Violante para que volviera a Castilla. Esa primavera el calor en la zona fue especialmente elevado y pronto las aguas y los escasos suministros que poseían en el cerco comienzan a deteriorarse, causando terribles daños entre los cristianos cuando se desató una epidemia de peste. Entre los enfermos destacaban especialmente los marineros, que por su mala alimentación y las horas que debían permanecer en sus barcos, se encontraban muy débiles. Por causa de la enfermedad, a principios de julio son muchos los ocupantes de la flota castellana que deben abandonar sus posiciones y establecerse junto a las tropas de tierra para ser debidamente atendidos. De este modo muchas embarcaciones quedan ancladas junto a la isla sin ocupantes o sin una dotación suficiente.

## La flota meriní de Abu Yúsuf Yaaqub
Mientras, desde Algeciras, se mantenía comunicación con Gibraltar a través de palomas mensajeras, informando a los meriníes de la vecina ciudad, de las penosas condiciones en las que se encuentran los sitiadores. De este modo, conoce el rey de Fez la situación de los de Alfonso X. Tras conocer esto hace pertrechar 14 galeras en Tánger para mandarlas a Algeciras. Abu Yúsuf Yaaqub pretende en junio pasar junto a su flota a la península, pero unas insurrecciones en tierras de Nefís hacen que tenga que cambiar sus planes. Aún con esto el 19 de julio las galeras están preparadas y se mandan a la orilla norte del estrecho, comandadas por el propio hijo del rey de Fez, Abu Yacub Yusuf.
Tras acercarse durante la noche a la bahía de Algeciras sin ser advertidos, el día 20 la flota de Fez acomete contra los barcos de Castilla, anclados y casi vacíos, en la Isla Verde. Con rapidez la escuadra es capturada e incendiada, mandándose degollar a cuantos soldados se encontraban en ellas, salvo a los capitanes, que son tomados como rehenes. En cuestión de unas horas Castilla pierde toda su flota sin llegar apenas a presentar batalla.
Los soldados de tierra castellanos, enfermos y ahora sorprendidos por el rápido ataque desde el mar, no pueden reaccionar a tiempo cuando la flota mahometana desembarca en la ciudad a través de las atarazanas y sale por las puertas de Algeciras acometiendo con fiereza. El infante Pedro, que se había quedado de nuevo al mando de las tropas, manda inmediatamente abandonar el sitio, dejando a sus capitanes capturados en manos de las tropas musulmanas y dejando todas las máquinas de asedio y pertrechos, que son tomados.
Ese mismo año de 1279, Alfonso X firma una tregua con los benimerines. En el lugar en el que las tropas castellanas establecieron sus armas de asedio se edificaría, años más tarde, la Villa Nueva de Algeciras por orden del rey de Fez, con el objetivo de evitar que futuros asedios utilizasen este ventajoso emplazamiento.